# Hyundai i20 N Rally1
Hyundai i20 N Rally1 – samochód rajdowy kategorii Rally1 o napędzie hybrydowym. Konstruktorem jest Hyundai, opiera się na Hyundaiu i20 N trzeciej generacji. Pojazd wyczynowy startuje w Rajdowych mistrzostwach świata od 2022 roku. Zastąpił samochód Hyundai i20 Coupe WRC, startujący w mistrzostwach w latach 2017-2021. Pojazd wyczynowy jest wyposażony w klatkę bezpieczeństwa. Zadebiutował w Rajdzie Monte Carlo 2022.

## Dane techniczne
System napędu:
- - Silnik benzynowy: czterocylindrowy turbodoładowany z chłodnicą powietrza doładowania Hyundai Motorsport z bezpośrednim wtryskiem paliwa, o pojemności 1.6 l
- Średnica i skok tłoka: 83 mm / 73,8 mm
- Moc maksymalna: 386 KM przy 6500 obr./min
- Maksymalny moment obrotowy silnika spalinowego: około 450 N•m przy 5500 obr./min
- Silnik spalinowy zasilany 100% paliwem z surowców niekopalnych
- zwężka: 36 mm, zgodnie z przepisami FIA
  - silnik elektryczny o mocy 136 KM, dołączalny
- Agregat prądotwórczy MGU 12000 obr./min, system ma funkcję rekuperacji energii elektrycznej
- Akumulator: 3,9 kWh działający do 750 wolt
- Waga: 87 kg
- Maksymalny moment obrotowy: 180 N•m

Zawieszenie:
- Kolumny Macphersona przód i tył z regulowanymi amortyzatorami
- Hydrauliczny mechanizm kierowniczy
- Hamulce tarczowe stalowe, chłodzone powietrzem, o średnicy tarcz hamulcowych na drogi twarde: 370 mm, na drogi gruntowe: 300 mm
- Zaciski hamulcowe: czterotłoczkowe
- Hamulec ręczny: hydrauliczny
- Felgi o rozmiarze 8x18 cali na nawierzchnię asfaltobetonową i drogi twarde oraz 7x15 cali na drogi gruntowe

Przeniesienie napędu:
- Stały napęd na cztery koła
- Skrzynia biegów: 5-biegowa sekwencyjna i bieg wsteczny
- Dwa mechaniczne mechanizmy różnicowe przód i tył

Pozostałe:
- Przyśpieszenie od 0-100 km/h: nieco powyżej 3 s
- Masa własna: 1260 kg
- Pojemność zbiornika paliwa: 60 litrów
- Długość: 4100 mm
- Szerokość: 1875 mm
- Rozstaw osi: 2630 mm

## Odsyłacze zewnętrzne
- https://motorsport.hyundai.com/rally/wrc/i20-n-rally1/